# 松本潤一郎
松本 潤一郎（まつもと じゅんいちろう、1893年7月22日 - 1947年6月12日）は、日本の社会学者。理論社会学を専門とした。

## 生涯
千葉県銚子市出身。裕福な地主の旧家に生まれる。旧制銚子中学校に入学するが、肋膜炎にかかり旧制佐原中学校に転校。第一高等学校、東京帝国大学文科大学哲学科社会学専攻卒。建部遯吾に師事。大学院を中退後、大阪毎日新聞の外国通信部記者として、英文和訳や海外事情調査などに従事。1年ほどで退社し、外遊を経て日本大学講師、法政大学教授、東京女子大学講師、東京帝国大学講師を歴任。1938年、東京高等師範学校教授。1942年、日本文学報国会理事。戦災により蔵書1万冊を焼失してからは諦観の人となり、戦後間もなく糖尿病で死去した。
自らの社会学体系を「総社会学」と称し、あらゆる学派を包括する社会学の形成を唱えた。

## 著書
- 『現代社会学説研究』刀江書院　1928
- 『社会学要綱』時潮社　1934
- 『社会学論及学説』弘文堂書房　1934
- 『社会集団と社会階級』弘文堂書房　1934
- 『社会学原論』弘文堂　1935
- 『集団社会学原理』弘文堂　1937
- 『日本社会学』時潮社　1937
- 『文化社会学原理』弘文堂　1938
- 『新社会学要綱』時潮社　1939
- 『国家と社会理論 社会理論の発展傾向』河出書房　1943
- 『社会学新講』日光書院　1943
- 『戦時社会文化』積善館　1943
- 『文化政策の基準』中央大学文化科学原理研究会　1943
- 『学問と青年』潮文閣　1944
- 『戦時文化政策論』文松堂出版　1945
- 『これからの社會』社會教育聯合會編纂　印刷局　1947　公民叢書
- 『社会と文化の問題』巌松堂書店　1947
- 『社会理論』日光書院　1947
- 『現代社会学』青山書院　1948

編
- 『社会学 学説と展望』浅野書店　1932

## 参考
- 松本潤一郎『デジタル版 日本人名大辞典+Plus』 - コトバンク